# Fort Laurens
Le fort Laurens a été un fort construit lors de la guerre d'indépendance américaine dans ce qui est maintenant l'État américain de l'Ohio.

## Historique
Le fort a été construit par le général Lachlan McIntosh, en 1778, sur la rive ouest de la rivière Tuscarawas, maintenant dans le comté de Tuscarawas près de la ville de Bolivar. Le fort était destiné à être un point de rassemblement pour qu'une attaque contre la garnison britannique du fort Détroit. Toutefois, les conditions au fort étaient très difficiles au cours de l'hiver, et McIntosh replia la plupart des forces américaines au fort Pitt, ne laissant qu'environ 150 hommes du 8e régiment de Pennsylvanie et 13e régiment Virginia) sous le commandement du colonel John Gibson. Le fort Laurens était le seul fort construit dans la vallée de l'Ohio dans la province de Québec par les Américains pendant la Révolution américaine.
Les Britanniques apprennent les conditions misérables au fort, et le 22 février 1779, le capitaine Henry Bird du 8e régiment de fantassins avec une poignée de soldats britanniques et quelques centaines de guerriers Hurons-Wendats, Mingos, Munsees et Lenapes assiègent le fort. Le siège a continué jusqu'à la mi-mars, et les hommes à l'intérieur du fort auraient été réduits à rendre un ragoût bouilli de mocassins.
Les forces britanniques ont également été affaiblis par un long siège et on décidé de lever l'état de siège le 20 mars 1779. Les ravitaillements du fort Pitt sont arrivés trois jours plus tard, laissant une force de 106 hommes derrière sous le commandement du major Frederick Vernon. Le colonel Daniel Brodhead avait remplacé McIntosh comme commandant du fort Pitt et estimé que le fort était insuffisant pour monter une attaque sur le fort Détroit. Le fort est abandonné Le 2 août 1779.
Il a été nommé d'après Henry Laurens, un président du Congrès continental de la Caroline du Sud. Le fort a été utilisé comme point de référence dans la définition de la ligne de démarcation dans traité de Greenville, bien que le texte du traité le nomme « fort Lawrence. »